# Ignacio Fuejo Lago
Ignacio Fuejo Lago (Herías, Lena en Asturias, 1933-Oviedo, 19 de octubre de 2016) fue un político y gestor público español.

## Biografía
Vinculado en la clandestinidad al Partido Socialista Obrero Español (PSOE) desde 1958 a través de la Agrupación Socialista Universitaria, fue un hombre clave en el denominado gobierno en la sombra de Felipe González durante su etapa como líder socialista y de la oposición antes de su victoria en las elecciones de 1982. Fuejo Lago fue nombrado secretario general de Turismo bajo el ministerio de Enrique Barón, ocupando el cargo desde 1982 hasta 1991. Después fue destinado a otras responsabilidades directivas públicas como presidente del organismo estatal Paradores Nacionales (1991-1994) y como consejero de Turismo con destino en la embajada de España en Lisboa. Tras jubilarse, fue designado presidente del consejo regulador de la Denominación de Origen Protegida «Sidra de Asturias» (2002-2004).